# Jean Mitry
Jean Mitry, all'anagrafe Jean René Goetgheluck (Soissons, 7 novembre 1904 – La Garenne-Colombes, 18 gennaio 1988), è stato un saggista, critico cinematografico e regista francese noto anche per essere stato cofondatore del primo Cine Club francese, e nel 1938, della Cinémathèque Française.
Mitry era uno dei pochi teorici del cinema a lavorare anche nella produzione cinematografica.

## Opere
- Introduction to film aesthetics (1960)
- Dictionary of cinema (1963)
- The Aesthetics and Psychology of the Cinema (1965)
- History of cinema, 5 volumes (1967–1980)
- Experimental Cinema: History and perspectives (1974)
- Semiotics and the Analysis of Film (new edition 2000)

## Filmografia

### Regista
- Paris Cinéma, co-regia con Pierre Chenal – cortometraggio (1929)
- Pacific 231 – cortometraggio (1949)
- Le Paquebot Liberté – cortometraggio (1950)
- Au pays des Grands Causses – cortometraggio (1951)
- Images pour Debussy – cortometraggio (1952)
- Symphonie mécanique – cortometraggio (1955)
- La Machine et l’Homme – cortometraggio (1956)
- Le Miracle des ailes – cortometraggio (1956)
- Écrire en images – cortometraggio (1957)
- Chopin – cortometraggio (1958)
- Derrière le décor – cortometraggio (1959)
- Énigme aux Folies Bergère (1959)
- Écrire un film – cortometraggio (1960)
- La Grande Foire – cortometraggio (1961)
- Les Héros de l’air – cortometraggio (1963)

### Direttore della fotografia
- Geneviève, regia di Léon Poirier (1923)
- Il fu Mattia Pascal (Feu Mathias Pascal), regia di Marcel L'Herbier (1926)
- Le Vertige regia di Marcel L'Herbier (1926)

### Attore
- Napoléon, regia di Abel Gance (1927)
- La notte dell'incrocio (La Nuit du carrefour), regia di Jean Renoir (1932)

### Montaggio
- Trois dans un moulin regia di Pierre Weill (1938)